# As your Friend
«As your Friend» —en español, «Como tu amigo»— es una canción del DJ neerlandés Afrojack con la colaboración del cantante estadounidense Chris Brown. La canción fue puesta a la venta en iTunes el 13 de febrero del 2013. Está producida por Afrojack en coproducción junto a Leroy Styles, DJ Buddha y Polow da Don. La canción está incluida en la versión de lujo del álbum debut de Afrojack, Forget the World publicado en 2014.

## Videoclip oficial
El 22 de marzo de 2013, Afrojack subió un vídeo con la letra del sencillo bajo la marca VEVO. El videoclip oficial musical fue enviado al portal de vídeos YouTube el 29 de marzo; en tal vídeo, Chris Brown no aparece. Tiene además muchos efectos especiales. En él se ve a Afrojack con un águila y algunas mujeres danzando alrededor de ellos. Hasta el momento, el vídeo tiene alrededor de 21 777 470 visitas.

## Lista de canciones
| Descarga digital |                                 |          |  |
| N.º              | Título                          | Duración |  |
| 1.               | «As Your Friend» (Clean)        | 4:00     |  |
| 2.               | «As Your Friend» (Explicit)     | 4:00     |  |
| 3.               | «As Your Friend» (Extended Mix) | 5:46     |  |

| Descarga digital (Remixes) |                                        |          |  |
| N.º                        | Título                                 | Duración |  |
| 1.                         | «As Your Friend» (Leroy Styles Remix)  | 5:56     |  |
| 2.                         | «As Your Friend» (Sidney Samson Remix) | 5:07     |  |
| 3.                         | «As Your Friend» (Danny Howard Remix)  | 5:22     |  |
| 4.                         | «As Your Friend» (Nause Remix)         | 5:36     |  |
| 5.                         | «As Your Friend» (Bobby Burns Remix)   | 5:58     |  |
| 6.                         | «As Your Friend» (D-wayne Remix)       | 5:53     |  |

## Posicionamiento en listas
| Lista (2013–14)                             | Mejor posición |
| ------------------------------------------- | -------------- |
| Alemania (Offizielle Deutsche Charts)       | 67             |
| Australia (ARIA Singles Chart)              | 70             |
| Bélgica (Flandes) (Ultratip Bubbling Under) | 5              |
| Bélgica (Valonia) (Ultratip Bubbling Under) | 3              |
| República Checa (Rádio Top 100)             | 47             |
| Escocia (Scottish Singles Chart)            | 14             |
| Eslovaquia (Rádio Top 100)                  | 79             |
| Estados Unidos (Billboard Hot 100)          | 88             |
| Estados Unidos (Hot Dance Club Songs)       | 1              |
| Estados Unidos (Hot Dance/Electronic Songs) | 8              |
| Estados Unidos (Dance/Mix Show Airplay)     | 7              |
| Estados Unidos (Mainstream Top 40)          | 28             |
| Estados Unidos (Rhythmic)                   | 25             |
| Francia (SNEP)                              | 44             |
| Irlanda (IRMA)                              | 20             |
| Países Bajos (Dutch Top 40)                 | 30             |
| Reino Unido (UK Singles Chart)              | 21             |
| Reino Unido (UK R&B Chart)                  | 3              |

### Sucesión en listas
| Anterior: «Ay Mama Mia» de Mayra Verónica | Hot Dance Club Songs — Sencillo Nro 1 6 de abril de 2013 — 13 de abril de 2013 | Siguiente: «Beam Me Up (Kill-Mode)» de Cazzette |